# Uwe Fritz
Uwe Fritz is een Duits herpetoloog die veel bijgedragen heeft aan het onderzoeken en beschrijven van schildpadden. Fritz publiceerde onder andere een nieuwe indeling van de schildpadden op verzoek van de CITES. 